# Neoaliturus
Neoaliturus  (лат.) — род цикадок из отряда Полужесткокрылых. 

## Описание
Цикадки размером 3-4 мм. Умеренно стройные, с округло выступающей головой, с плавным переходом лица в темя. В СССР 10 видов. 
- Neoaliturus alboguttatus (Lethierry, 1874)
- Neoaliturus fenestratus (Herrich-Schäffer, 1834)  — Палеарктика.
- Neoaliturus guttulatus (Kirschbaum, 1868)
- Neoaliturus inscriptus (Haupt, 1927)